# Animali da ufficio
Animali da ufficio (Corporate Animals) è un film del 2019 diretto da Patrick Brice.

## Trama
Lucy è il capo della “Incredible Edibles”, un’azienda produttrice di posate commestibili ed eco-sostenibili. Insieme al suo staff e qualche dipendente organizza un weekend speleologico nel Nuovo Messico. Un disastro improvviso, però, blocca il gruppo sottoterra che, terminate le scorte di cibo, si dà al cannibalismo, riaccendendo, così, vecchi dissapori tra i colleghi, soprattutto nei confronti di Lucy, conosciuta per essere molto perfida ed egoista sul luogo di lavoro.

## Produzione
Le riprese sono avvenute nel giugno 2018 a Santa Fe nel Nuovo Messico.

## Distribuzione
Il film è stato distribuito il 29 gennaio 2019 al “Sundace Film Festival”. Il 20 settembre seguente è stato distribuito da Screen Media Films in qualche sala cinematografica statunitense.

## Accoglienza

### Incassi
A seguito della scarsa distribuzione il film ha incassato globalmente 22.588 dollari.

### Critica
Sull’aggregatore di recensioni online Rotten Tomatoes il film ha ottenuto una percentuale di gradimento pari al 25% sulla base di 51 critiche ed una media voto di 4.01/10. Metacritic ha assegnato, invece, un punteggio pari a 31/100 sulla base di 15 critiche generalmente sfavorevoli.